# Wierienka (obwód irkucki)
Wierienka (ros. Веренка) – wieś (sieło) w Rosji, w obwodzie irkuckim, w rejonie załarińskim. W 2010 liczyła 769 mieszkańców.